# 都城市立五十市小学校
都城市立五十市小学校（みやこのじょうしりつ いそいちしょうがっこう）は、宮崎県都城市五十町にある公立の小学校。

## 概要
歴史
1874年（明治7年）に「中尾小学校」として創立。現校名となったのは1947年（昭和22年）。2024年（令和6年）に創立150周年を迎えた。
校章
中央に校名の「五十市」の文字（縦書き）を配している。
校歌
作詞は坂元彦太郎、作曲は髙西菊雄による。歌詞は2番まであり、両番の歌詞中に校名の「五十市校」が登場する。
通学区域
都城市のうち、「鷹尾一丁目（一部）、鷹尾二～五丁目、南鷹尾町、平塚町、五十町、都島町（一部）」。
中学校区は都城市立五十市中学校。

## 沿革
前史
- 1872年（明治5年）7月 - 寺子屋式教育を開始。

正史
- 1874年（明治7年）2月27日 - 「中尾小学校」が開設される。
- 1889年（明治22年）5月1日 - 町村制の施行により、北諸県郡2村（五十町・横市）が合併の上、「五十市村」が発足。
- 1892年（明治25年）- 「中尾尋常小学校」に改称。
- 1908年（明治41年）4月 - 改正小学校令により、尋常科（義務教育年限）が4年制から6年制に改められる。尋常科5年を新設。
- 1909年（明治42年）4月 - 尋常科6年を新設。
- 1914年（大正3年）9月 - 高等科を併置の上、「五十市尋常高等小学校」に改称。
- 1936年（昭和11年）5月20日 - 都城市へ編入される。
- 1941年（昭和16年）4月1日 - 国民学校令施行により、「都城市五十市国民学校」と改称。尋常科を初等科に改める。
- 1947年（昭和22年）- 学制改革が行われる（六・三制の実施）。
  - 4月1日 - 国民学校初等科が新制小学校「都城市立五十市小学校」（現校名）に改組・改称。
  - 5月8日 - 国民学校高等科が、青年学校普通科とともに、新制中学校「都城市立五十市中学校」に改組・改称。
- 1959年（昭和34年）1月 - 学校給食を開始。
- 1960年（昭和35年）
  - 2月 - 南校舎（4教室）を増築。
  - 8月 - プールが完成。
- 1974年（昭和49年）3月21日 - 創立100周年記念式典を挙行。
- 1977年（昭和52年）3月 - 新校舎（管理棟）が完成。
- 1983年（昭和58年）3月 - 楠本憲吉句碑が完成。
- 1985年（昭和60年）2月 - 校歌碑が完成。
- 1996年（平成8年）2月 - 体育館を新増改築。
- 2000年（平成12年）7月 - 北校舎が完成。
- 2009年（平成21年）8月 - 五小っ子農園が完成。
- 2012年（平成24年）- プールを全面改良。
- 2024年（令和6年）
  - 2月16日 - 創立150周年式典を挙行。
  - 4月1日 - 教頭を複数配置。

## 交通アクセス
最寄りの鉄道駅
- JR九州 日豊本線 「五十市駅」

最寄りの幹線道路
- 宮崎県道2号都城隼人線

## 周辺
- 宮崎県立都城工業高等学校
- 都城市立五十市中学校
- 五十市地区公民館